# Дмитрієвський (Нижньоломовський район)
Дми́трієвський (рос. Дмитриевский) — селище у складі Нижньоломовського району Пензенської області, Росія.
Населення — 6 осіб (2010; 12 у 2002).
Національний склад станом на 2002 рік:
- росіяни — 100 %